# Šumeće
Šumeće – wieś w Chorwacji, w żupanii brodzko-posawskiej, w gminie Bebrina. W 2011 roku liczyła 580 mieszkańców.